# Willem Benjamin Smit
Willem Benjamin Smit (Slikkerveer, 9 november 1860 – aldaar, 20 augustus 1950) was een Nederlands industrieel en een van de belangrijkste grondleggers van de elektrotechnische industrie in Nederland.

## Biografie
Smit werd geboren in Slikkerveer (gemeente Ridderkerk) als zoon van Johannes Smit (1839-1921) en Adriana Geerardina Diepeveen (1838-1912). Na de lagere school ging Willem aan de slag in klinknagelfabriek van zijn vader om de nodige praktijkervaring op te doen.
Willems interesse ging echter uit naar de nieuwe technologie van elektriciteit en haar toepassingen. Hij voerde experimenten uit met inductiespoelen en samen met P. Kooiman, machinist van de fabrieksstoommachine, bouwde hij zijn eigen dynamo's. Als basis gebruikt hij tekeningen van Gramme en Siemens. Na enkele mislukte pogingen slaagde hij (met behulp van een Duits handboek) er in 1878 in een werkende dynamo te maken.

### Elektroindustrie
Van zijn vader kreeg Willem binnen de klinknagelfabriek een eigen werkplaats. Met zijn zelfgebouwde dynamo en een ingekochte booglamp voorziet hij de fabriek van elektrisch licht. Dit succes werd snel opgemerkt en hij kreeg opdrachten om ook de fabrieken van andere industriële familieleden van elektrisch kunstlicht te voorzien, alsmede de scheepswerf van Wilton-Fijenoord in Rotterdam. 
Samen met Adriaan Pot, neef en jeugdvriend die in Engeland als ingenieur was afgestudeerd, richtte Smit op 1 november 1882 de Electrisch-Licht-Machinen Fabriek Willem Smit & Co op. Met financiële ondersteuning van de familie werd in Slikkerveer een stuk land aangekocht waarop de nieuwe productiehal werd gebouwd.
Om reclame te maken voor zijn nieuwe bedrijf liet hij een mobiele installatie (de locomobiel) bouwen waarmee hij door Nederland trok. In 1883 stond de locomobiel op zowel de landbouwtentoonstelling in Wageningen als de Wereldtentoonstelling in Amsterdam. Tijdens deze tentoonstelling ontving hij zijn eerste gouden medaille. Zijn installatie was een grote bezienswaardigheid waarmee hij de nodige aandacht trok en diverse nieuwe opdrachten verkreeg, waaronder de salon-raderboot "Merwede 1"  en Hotel Coomans. Van de Holland America Lijn kreeg hij de opdracht om de SS Rotterdam te voorzien van elektrische verlichting. Bij Kinderdijk zette Smit in 1886 de eerste elektriciteitscentrale neer waardoor Kinderdijk de eerste plaats in Nederland werd met een publieke elektriciteitsvoorziening.
Naast in Nederland was Smit & Co ook internationaal actief. Zo ontving hij in 1893 een grote opdracht van het ministerie van koloniën voor het voormalig Nederlands-Indië. In de haven bij Tanjung Priok mag hij de bestaande elektrische verlichting uitbreiden en moderniseren. In 1900 was zijn bedrijf actief op de Exposition Universelle in Parijs, wat hem een tweede gouden medaille opleverde. Ook werd hij benoemd tot Ridder in de Orde van Oranje-Nassau en ontving hij de Leopoldsorde tijdens de Wereldtentoonstelling van 1910 in Brussel.
Zijn bedrijf groeide zo snel dat hij in 1911 in Dordrecht een nieuwe fabriek oprichtte, de Willem Smit & Co Electromotorenfabriek (EMF Dordt), en twee jaar later in Nijmegen Willem Smit & Co Transformatorenfabriek (Smit Nijmegen).
Wegens een slechter wordende gezondheid trad Smit reeds in 1914 terug als directeur, maar bleef op de achtergrond bij het bedrijf betrokken als commissaris en adviseur. Medeoprichter Pot nam vervolgens de dagelijkse leiding over van het bedrijf in Slikkerveer.

### Artistiek talent
Na zijn terugtrekking als directeur liet Willem Smit achter zijn huis een atelier bouwen waar hij zich in alle rust kon gaan bezighouden met zijn hobby's: kunstschilderen en het componeren van muziek. Zo werd hij lid van de kunstenaarsgroep "Ridderkerkse Kring". Daarnaast componeerde hij walsen, marsen en liederen. Ter gelegenheid van de Edison lichtweek in 1929 componeerde hij "De Edisonmarsch". Ook schreef hij enkele liedjes voor de Rotterdamse dichter-zanger Koos Speenhoff.

## Familie
Smit huwde in 1893 Kornelia Geertruida Smit (1872-1970) met wie hij drie dochters (Adriana Gerardina, Emma en Henriette) en een zoon kreeg. Deze zoon, Frank (1906-1973), werd in 1952 directeur van Smit Slikkerveer. Willem Smit overleed op 89-jarige leeftijd.